# Apache Axis
Apache Axis – oparty na otwartym oprogramowaniu silnik dla usług sieciowych opartych na protokole SOAP. Axis pierwotnie został napisany w Javie, lecz dostępna jest również implementacja w C++.